# 孫奇逢

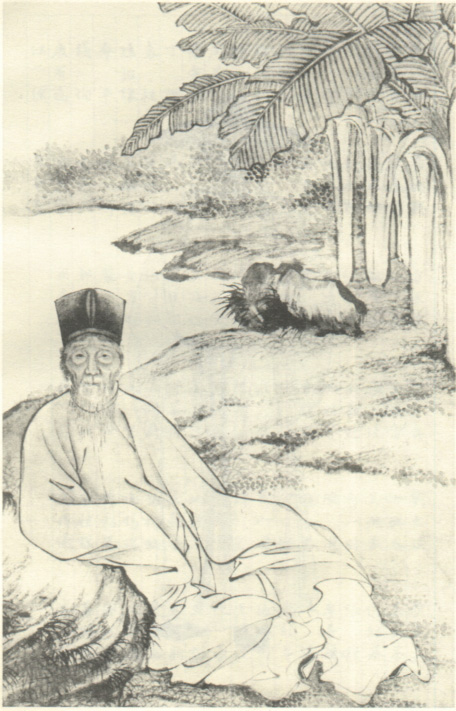
孫奇逢

孫 奇逢（そん きほう、1585年 - 1675年）は、中国明末清初の儒者、性理学の大家。字は啓泰、号は鍾元、夏峯先生と称せられる。直隷省保定府容城県出身。

## 生涯
篤行で名をよく知られ、1600年（万暦28年）に郷試に合格し挙人となり、その頃から東林党の党人との間に親密な交流を持った。その後両親を亡くし6年間服喪し、朝廷に召されても応じず、貧困に甘んじて暮らしていた。1633年（崇禎6年）に清兵が容城の県城を包囲した際にも民衆とともに守備し、その後は易州五公山に転居している。清代以降も朝廷の招聘に応じず、明代より合計11回も徴命されたことから「孫徴君」と称された。1652年（順治9年）に河南省衛輝府輝県蘇門山中にある夏峯に居を定め、25年にわたり講学に専念した。1675年（康熙14年）に享年90で没する。1828年（道光8年）に孔子廟に祀られた。

## 学問と著作
陸象山と王陽明に基本を置くが、朱子学も採用していた。盛名はあったが嫉視を招くことなく、李顒・黄宗羲と同格に置かれ、「明末清初の三大儒」と評された。現代中国の評論家である銭鍾書は、孫奇逢の特筆すべき点は「講学では身体力行(実行)を重んじたこと、明末の乱世に数百家を率いて防衛し郷里を保全したこと、門人を多く教育し人才を輩出したこと」であるという。
- 『理学宗伝』20巻…周茂叔・程頤から王陽明・羅洪先・顧憲成など11人を性理学の正統とし、その伝記と学説を系統的に述べたものである。
- 『隋儒考』1巻
- 『唐儒考』1巻
- 『宋儒考』4巻
- 『元儒考』1巻
- 『明儒考』7巻・附録1巻
- 『聖学録』
- 『読易大旨』
- 『四書近指』